# Гомельский объединённый автовокзал

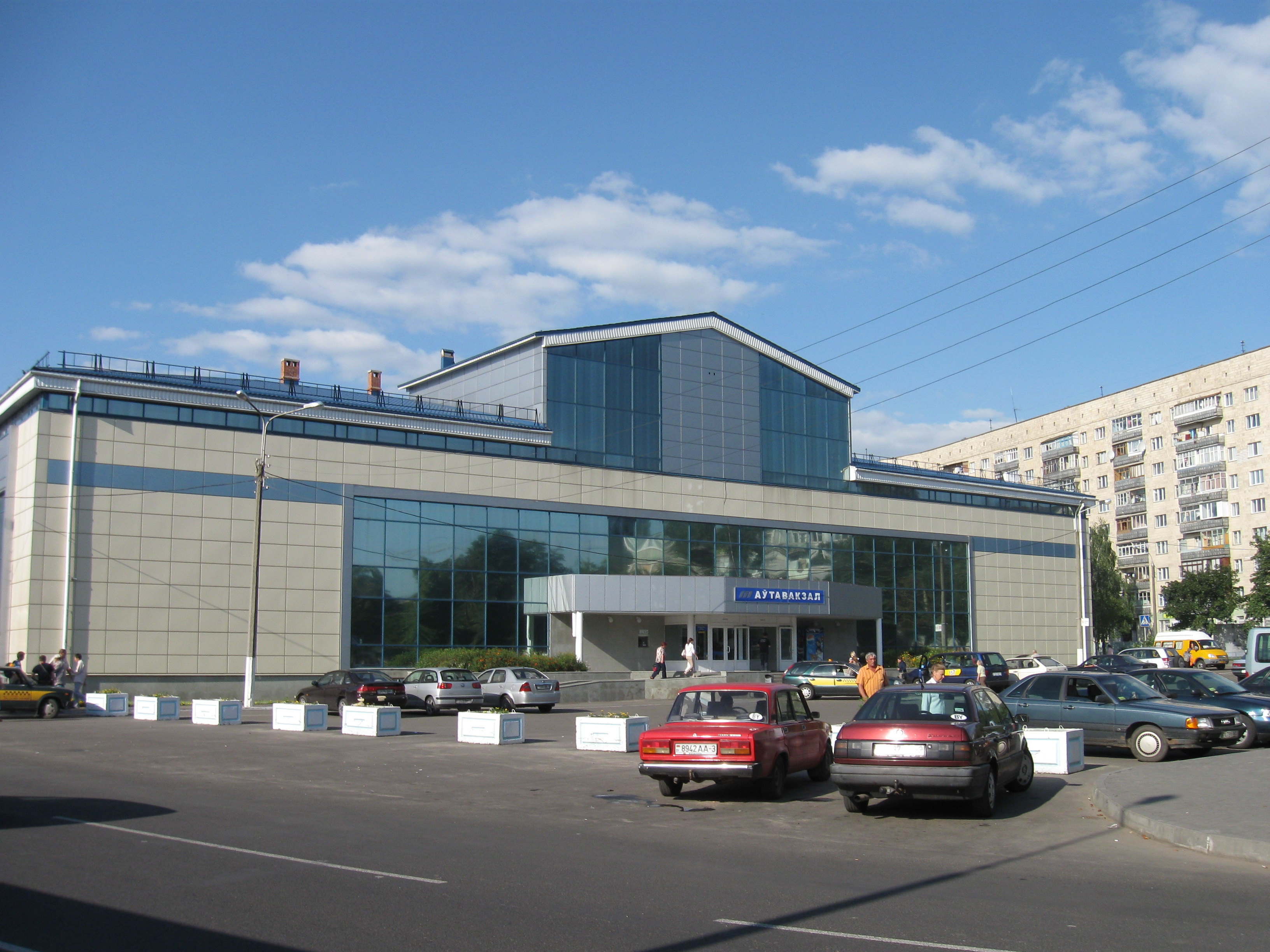
Здание автовокзала

Гомельский объединённый автовокзал — филиал ОАО «Гомельоблавтотранс», автовокзал города Гомеля, расположенный в центральной части города, на улице Курчатова, д. 1, в нескольких сотнях метров от железнодорожного вокзала. Здание автовокзала вступило в эксплуатацию в 1966 году. В составе ГОАВ находятся сооружения АС «Уваровичи» и АС «Буда-Кошелево».
Отправляются пригородные и междугородные рейсы по Белоруссии, а также международные в страны СНГ и дальнего зарубежья (Чернигов, Киев, Днепр, Харьков, Тирасполь, Полтава, Рига, Москва, Франкфурт-на-Майне, Бремен, Николаев, Брянск, Орёл, Курск, Новозыбков и др.)